# Оперативно-тактичне угруповання «Лиман»
Оперативно-тактичне угруповання «Лиман» (ОТУ «Лиман») — колишнє тимчасове об'єднання Сил оборони України. Входило до складу оперативно-стратегічного угруповання військ «Хортиця».

## Історія
ОТУ «Лиман» було створено в рамках оперативно-стратегічного угруповання військ «Хортиця» із зоною відповідальності на Куп’янському та Лиманському напрямках.

## Склад
Станом на липень 2023 ОТУ "Лиман" включало підрозділи зі складу:
- 25-та окрема повітрянодесантна бригада
- 14-та окрема механізована бригада
- 92-га окрема механізована бригада
- 54-та окрема механізована бригада
- 66-та окрема механізована бригада
- 63-тя окрема механізована бригада
- 81-ша окрема аеромобільна бригада
- 95-та окрема десантно-штурмова бригада
- 23-тя окрема механізована бригада
- 42-га окрема механізована бригада
- 37-ма окрема бригада морської піхоти
- 67-ма окрема механізована бригада
- 45-та окрема артилерійська бригада
- 56-та окрема мотопіхотна бригада
- 100-та окрема бригада територіальної оборони
- 103-тя окрема бригада територіальної оборони
- 4-та бригада оперативного призначення НГУ
- 5-та окрема бригада НГУ

## Командування
- 2023: бригадний генерал Шворак Володимир Васильович[1]
- 2023: бригадний генерал Грузевич Олександр Степанович[2]